# D'Ardennen
D'Ardennen é um filme de drama belga de 2015 dirigido e escrito por Robin Pront. Foi selecionado como representante de seu país ao Oscar de melhor filme estrangeiro em 2017.

## Elenco
- Kevin Janssens - Kenneth
- Jeroen Perceval - Dave
- Veerle Baetens - Sylvie
- Jan Bijvoet - Stef
- Sam Louwyck - Joyce
- Eric Godon - Gérard